# The Cave (сингл)
The Cave (англ. Печера) — третій сингл англійського фольк-рок гурту Mumford & Sons, вийшов на їхньому дебютному альбомі Sigh No More. Запис вийшов у Сполученому Королівстві 26 лютого 2010 року.

## Історія створення
Пісня The Cave офіційно вийшла ще 6 квітня 2009 року на EP The Cave and the Open Sea. Вона стала одним з перших записів гурту, зроблених на професійній студії. За словами одного з учасників гурту Бена Ловетта, темою пісні є особисті переживання лідера гурту Маркуса Мамфорда 

## Чарти

### Тижневі чарти
| Чарт (2011)                    | Макс. позиція |
| ------------------------------ | ------------- |
| Австралія (ARIA)               | 32            |
| Бельгія (Ultratop 50 Flanders) | 21            |
| Бельгія (Ultratop 50 Wallonia) | 22            |
| Канада (Canadian Hot 100)      | 31            |
| Ірландія (IRMA)                | 10            |